# Jimmy De Wulf
Pour les articles homonymes, voir Wulf.
Jimmy De Wulf, né le 9 juin 1980 à Blankenberge en Belgique, est un footballeur et entraîneur belge qui joue au poste de défenseur central.

## Biographie
La carrière de Jimmy De Wulf s'est dessinée dès l'âge de 12 ans, quand il est repéré par des recruteurs du FC Bruges et du Standard de Liège alors qu'il joue dans le club de sa ville natale, le SV Blankenberge. Vu la distance entre la côte et Liège, il choisit d'aller à Bruges. Il est sélectionné à plusieurs reprises en équipe nationale dans les différentes catégories d'âge. Une fois qu'il atteint les 18 ans, le Club de Bruges lui offre un contrat professionnel de 5 ans. Mais il n'entre pas dans les plans de l'entraîneur Trond Sollied, qui ne le fait jouer qu'une mi-temps lors d'un déplacement à Anderlecht. En 2001, il est prêté avec Koen Schockaert au club norvégien Tromsø IL pour six mois. Ses bonnes prestations poussent la direction du club norvégien à le transférer de manière définitive, mais le FC Bruges refuse le transfert.
Jimmy De Wulf, n'ayant toujours pas plus de temps de jeu, presse les dirigeants brugeois de le laisser partir tenter sa chance ailleurs. Finalement, il est prêté au voisin du Cercle de Bruges lors de la saison 2003-2004, grâce notamment aux bonnes relations entre les deux présidents, Michel D'Hooghe du Club et Frans Schotte du Cercle. Il y dispute une très bonne saison, au terme de laquelle il est transféré définitivement au Cercle pour un prix très bas. Une minorité de fans du Cercle réagissent très mal à ce transfert, considérant De Wulf comme un fan du Club, et donc un « ennemi », du fait qu'il ait choisi de jouer chez les rivaux du Club dans sa jeunesse. Mais ces considérations sont vite balayées par les performances constantes de Jimmy De Wulf, qui devient un pion majeur de l'équipe. En juillet 2007, il est même nommé capitaine de l'équipe par l'entraîneur Glen De Boeck, à la place de Denis Viane. Mais il ne garde pas longtemps le brassard, et à la suite d'un match désastreux contre Dender, il perd sa place de titulaire au profit d'Anthony Portier. En fin de saison, la direction lui signifie qu'il peut chercher un autre club. Après avoir reçu des offres, entre autres, de Tromsø IL, de Courtrai, de Roulers et du Brussels, il est prêté une saison à Ostende, en Division 2.
Le contrat de Jimmy De Wulf au Cercle de Bruges prend fin en juin 2009. Il signe alors au club chypriote d'Enosis Neon Paralimni, où il retrouve plusieurs autres joueurs belges comme Laurent Fassotte, Dieter van Tornhout ou Rocky Peeters.

### Statistiques par saison
| Saison    | Club                  | Pays  | Championnat | Matches | Buts |
| --------- | --------------------- | ----- | ----------- | ------- | ---- |
| 2000-2001 | FC Bruges             |       | Division 1  | 1       | 0    |
| 2001      | Tromsø IL             |       | Division 1  | 11      | 0    |
| 2001-2002 | FC Bruges             |       | Division 1  | 0       | 0    |
| 2002-2003 | FC Bruges             |       | Division 1  | 0       | 0    |
| 2003-2004 | Cercle de Bruges      |       | Division 1  | 33      | 3    |
| 2004-2005 | Cercle de Bruges      |       | Division 1  | 31      | 0    |
| 2005-2006 | Cercle de Bruges      |       | Division 1  | 31      | 0    |
| 2006-2007 | Cercle de Bruges      |       | Division 1  | 28      | 0    |
| 2007-2008 | Cercle de Bruges      |       | Division 1  | 15      | 0    |
| 2008-2009 | KV Ostende            |       | Division 2  | 33      | 0    |
| 2009-2010 | Enosis Neon Paralimni |       | Division 1  | 28      | 2    |
| 2010-2011 | Enosis Neon Paralimni |       | Division 1  | 17      | 1    |
| Total     | Total                 | Total | Total       | 227     | 6    |